# Sloboda, Zhurivka
Sloboda (în ucraineană Слобода) este un sat în comuna Bezuhlivka din raionul Zhurivka, regiunea Kiev, Ucraina.

## Demografie
Componența lingvistică a localității Sloboda
     Ucraineană (98,56%)
     Alte limbi (1,44%)
Conform recensământului din 2001, majoritatea populației localității Sloboda era vorbitoare de ucraineană (98,56%), existând în minoritate și vorbitori de alte limbi.